# Radio data system
Het radio data system of RDS is een communicatiestandaard van de European Broadcasting Union, waarmee digitale informatie wordt meegestuurd met een conventioneel FM-radiosignaal, onmerkbaar voor de luisteraar. In dit RDS-signaal zitten bijvoorbeeld de naam van het station, de frequenties, en het soort programma.
Door middel van RDS wordt er naar de radio een AF (alternative frequency) gestuurd. De radio kijkt welk van deze frequenties (de huidige of de alternatieve) het sterkste is. Op de andere frequentie wordt dan weer de huidige zender gegeven als AF. Dit is bijvoorbeeld het geval met een steunzender voor een bepaald gebied.
Bij verkeersinformatie zendt een radiostation een RDS TA/TP-signaal uit. De ontvanger kan dan bijvoorbeeld de cd-speler even onderbreken en overschakelen op de radio met de verkeersinformatie. Als dat weer voorbij is, schakelt die weer terug naar de cd-speler.
Op sommige radiozenders wordt met behulp van het RDS-signaal ook TMC (Traffic Message Channel)-informatie meegezonden. TMC bevat actuele verkeersinformatie.
Ook kan het RDS-signaal de tijd bevatten. Met name bij publieke, nationale zenders is dat het geval. Eventueel kan hiermee een aan de radio gekoppelde klok gesynchroniseerd worden.

## Mogelijke services
De volgende services kunnen worden meegestuurd met het RDS-signaal.
AF (alternative frequencies)
Dit systeem zorgt ervoor dat wanneer een radiozender te zwak wordt doordat het signaal te ver van de zendmast wordt opgevraagd, er automatisch een sterke frequentie opgevraagd wordt.
CT (clock time)
Dit zorgt voor de synchronisatie van een klok.
EON (enhanced other networks)
Laat de ontvanger naar andere netwerken of zenders luisteren voor verkeersinformatie, en automatisch hierop afstemmen
PI (programme identification)
Dit is een tekst die informatie over het huidige programma weergeeft.
PS (programme service)
Dit is een naam van acht tekens die de naam van de zender omschrijft. Vaak slaan radio's deze ook direct op in het geheugen.
PTY (programme type)
Dit geeft het genre aan van het programma wat wordt uitgezonden. Dit kan bijvoorbeeld pop, rock, of classic zijn.
REG (regionaal)Bedoeld voor landen met een regio-specifieke informatie (in Vlaanderen bijvoorbeeld Radio 2). Door deze instelling kan een ontvanger blijvend op een bepaalde regionale zender afgestemd staan (en zal dus niet naar een alternatieve frequentie van dezelfde zender gaan).
RT (radio text)
Met deze functionaliteit kan een radiozender een vrije tekst van 64 karakters meesturen. Dit kan statisch (slogan van station, bijvoorbeeld) of dynamisch zijn (uitvoerder en titel van het huidig spelend nummer, bijvoorbeeld).
RT+ (radio text plus)
RT+ is ontwikkeld om de luisteraar extra informatie te geven vanuit de radio text. De ontvanger kan in de RT+ direct bepaalde onderdelen uit de radio text plaatsen, zoals de titel en artiest van een huidig spelend nummer.
TA, TP (traffic announcement, traffic programme)
De ontvanger kan ingesteld worden om te luisteren naar verkeersinformatie. TP geeft aan dat de bewuste zender verkeersinformatie uitgeeft, terwijl TA aangeeft dat er op dat moment verkeersinformatie wordt uitgezonden (en dan kan bijvoorbeeld een cd onderbroken worden).
TMC (traffic message channel)
Digitaal gecodeerde verkeersinformatie. Niet alle RDS-toestellen ondersteunen dit; meestal gaat het over geïntegreerde navigatiesystemen. Deze toestellen kunnen deze verkeersinformatie dan integreren op hun kaarten, en eventueel de navigatieroute automatisch omleiden. Soms is deze informatie gecodeerd, en dan is er dus een abonnement nodig om dit te ontvangen.